# 中海
- 關於简称为“中海”的中國公司，請見「中國海外發展」。
- 關於位於中國北京故宮的湖泊，請見「中南海」。

中海（日语：／ nakaumi）是位於日本島根縣島根半島及鳥取縣弓濱半島所環繞的湖泊，為日本第五大的湖泊，東北側經由境水道可接入屬於日本海的美保灣，西側則經由大橋川與宍道湖相通，也因此與宍道湖一同被視為一級水系斐伊川主流的一部分。
湖中的主要島嶼為大根島與江島，包含這兩座島嶼及中海的北岸、西岸屬於島根縣松江市，南岸屬於安来市，東岸則屬於鳥取縣境港市和米子市。
位於中海周邊的這四個行政區劃在2007年也組成了「中海圏域四市聯絡協議會」共同規劃區域的發展。

## 生態
由於中海與境水道之間沒有水位落差，海水會隨著潮汐流入湖中，因此成為鹽度約為海水一半的汽水湖，湖中既有海水魚，也有淡水魚棲息。在1950年代曾經可以有1,600噸的魁蛤年產量，目前中海約有250種漁獲，主要漁獲為日本真鱸。
也由於擁有豐富的魚類．許多候鳥類的雁、鴨、天鵝會在冬季到此棲息。
1974年日本政府將此列為鳥獸保護區，2005年列入湿地公约的国际重要湿地名录。目前在東側的米子市岸邊設有米子水鳥公園可以從事賞鳥活動。

## 歷史
現在的中海在大約7,000年前仍為一個海灣，當時弓濱半島尚未出現，因此中海與現在的美保灣直接相連；隨著西側的原本與大社灣相連的古宍道湖因斐伊川的泥沙堆積形成宍道湖後，斐伊川的河水改經由宍道湖往東流入中海，也開始為此區域帶來大量的泥沙堆積。
約2,400年前，在現在的弓濱半島的位置開始出現沙洲．中海逐漸成為潟湖；但在8世紀的可能是因為海水水位上升，在當時的出雲國風土記及萬葉集都有記載到在現今境港的位置有數座島嶼。直到11世紀後，再度出現大量的沙洲，過去記載位於現今境港的島嶼旁出現連島沙洲，形成了現在的弓濱半島，也將中海與美保灣分開。
在17世紀後，周邊居民開始在取得做為肥料用的藻類，19世紀末開始在中海養殖魁蛤，但後來由於發生赤潮讓中海的貝類養殖日漸困難，1980年代後中海已經沒有魁蛤的漁獲了。
1950年代開始，島根縣政府曾計畫在中海進行大規模的圍墾以取得更多的農地，甚至規劃將中海的湖水淡水化，圍墾工程也在1968年開始進行；但在1980年代環保意識抬頭，圍墾工程開始受到反對，加上中海湖水的淡水化可能會連帶影響宍道湖的湖水鹽度，宍道湖的漁民因而也開始反對此計畫。會最終湖水淡水化計畫在1988年中止，圍墾計畫則在2002年確認終止，而過去圍墾工程所興建的堤防因其上已興建連往湖中大根島及江島的聯外道路而被保留下來。
2017年與島根半島、宍道湖共同以島根半島、宍道湖中海地質公園由日本地質公園委員會認定為地質公園。

## 照片集

中海內通往江島的堤防道路
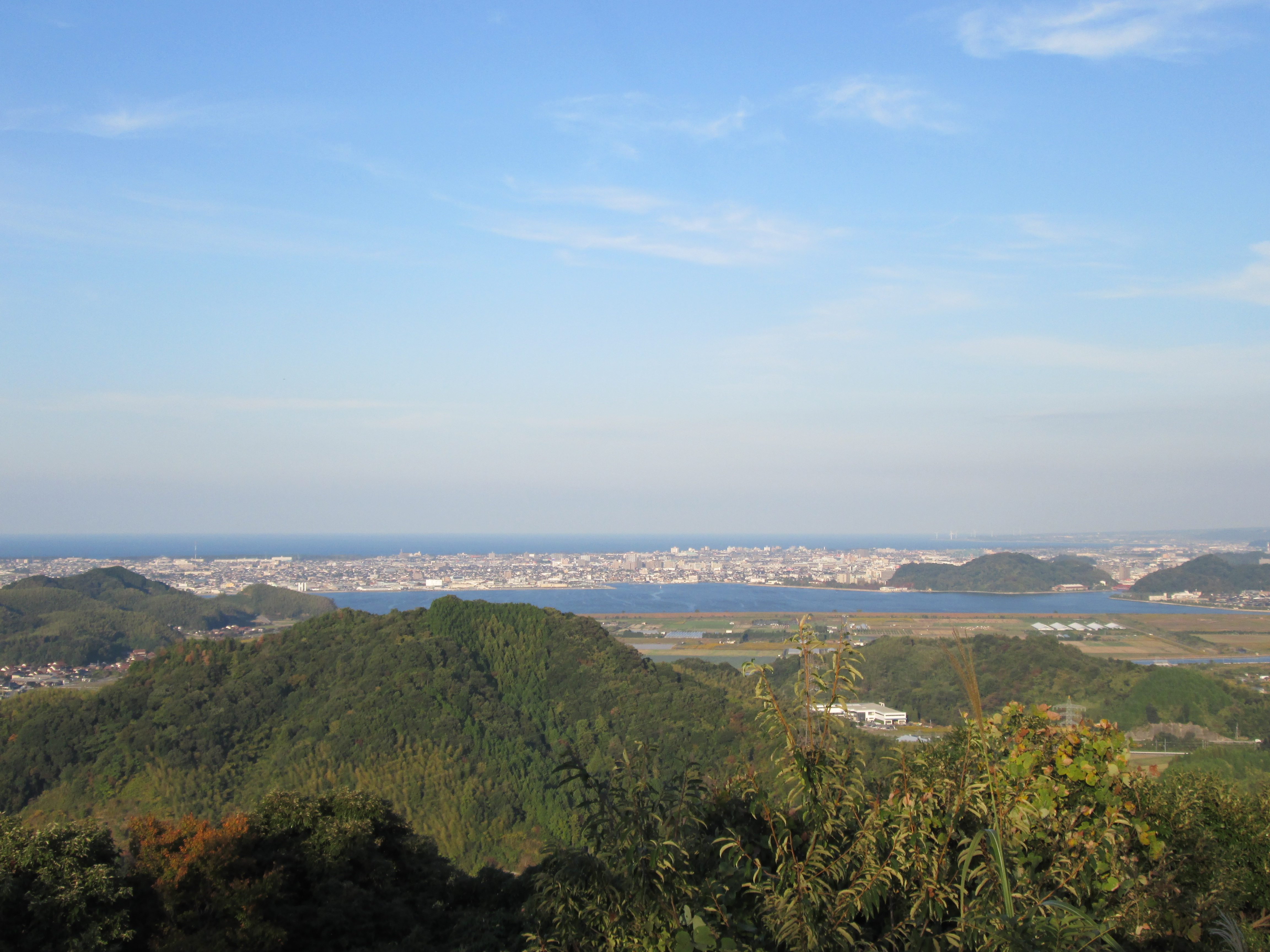
從安來市瑞光山看到的中海

## 備註
1. ↑  日本前四大湖泊依序為：琵琶湖、霞浦、佐呂間湖、豬苗代湖。